# Premixbrander
Een premixbrander is een brander die de brandstof en lucht reeds mengt, voordat het de eigenlijke brandermond heeft bereikt. Deze toepassing werd meestal gebruikt bij moderne NOX gasbranders.
Het gevaar voor vlamterugslag is bij deze branders steeds mogelijk, en de branders moeten hiervoor goed en snel beveiligd zijn.
De vroegere voorgangers van dit type brander, zijn onder meer: De Bunsenbranders, de atmosferische branders met een ventury systeem (zoals het aloude bekende gasvuurtje waar men nu nog steeds op kookt), het autogeen lasapparaat dat werkt met acetyleen en zuurstof en nog meerdere toepassingen.